# Оян (Западно-Казахстанская область)
Оян (каз. Оян, до 1993 г. — Мартыново) — село в Таскалинском районе Западно-Казахстанской области Казахстана. Административный центр Кощинского сельского округа. Код КАТО — 276043100.

## Население
В 1999 году население села составляло 975 человек (480 мужчин и 495 женщин). По данным переписи 2009 года, в селе проживало 610 человек (301 мужчина и 309 женщин).